# Houghia sordida
Houghia sordida là một loài ruồi trong họ Tachinidae.